# Emsaue (ST-079)
Das Naturschutzgebiet Emsaue (ST-079) mit der Schlüsselnummer ST-079 liegt im Kreis Steinfurt in Nordrhein-Westfalen. Das etwa 1050 ha große Gebiet, das im Jahr 1991 unter Naturschutz gestellt wurde, erstreckt sich auf dem Gebiet der Städte Emsdetten und Rheine entlang der Ems.